# Aleksandar Milenković (Radsportler)
Aleksandar Milenković (* 22. Dezember 1967 in Belgrad) ist ein serbischer Radrennfahrer, Skilangläufer und Biathlet. In allen drei Sportarten nahm der vielseitige Athlet schon an Olympischen Spielen teil.
Aleksandar Milenković lebt in Belgrad und ist ausgebildeter Radrenntrainer. Er ist der Renndirektor der Tour de Serbia. Der verheiratete Vater zweier Töchter betrieb zunächst im Sommer Radsport und im Winter Skilanglauf, 2002 wechselte er vom Radsport zum Biathlon. Sein Trainer ist Radosav Jelisijević, sein Verein der SK Zlatibor.

## Radrennsport
Milenković startete bei den Olympischen Sommerspielen 1992 sowohl im Straßenrennen, wo er 42. wurde, als auch im Mannschaftszeitfahren über 100 Kilometer, wo er mit dem jugoslawischen Vierer, der wegen der politischen Probleme auf dem Balkan als unabhängiges Team antrat, 18. wurde. 1991 hatte er die Bulgarien-Rundfahrt gewonnen.

## Skilanglauf
Bevor Milenković im Sommer bei den Radfahr-Wettkämpfen nicht mehr für ein geeintes Jugoslawien antreten konnte, nahm er bei den Olympischen Winterspielen 1992 in Albertville noch für Jugoslawien startend an den Spielen teil und trat in vier Wettkämpfen an. Im Rennen über 10 Kilometer wurde der Serbe 87., über 30 Kilometer 80., über 50 Kilometer 65. und im Verfolgungsrennen 75. Bei den Nordischen Skiweltmeisterschaften 2005 in Oberstdorf lief er im 15-Kilometer-Rennen auf den 94. Platz. An den Olympischen Winterspielen 2006 von Turin nahm Milenković schon vor allem als Biathlet für Serbien und Montenegro startend teil, doch trat er über 50 Kilometer an, kam jedoch nicht ins Ziel. Im Allgemeinen startete der Serbe bis 2021 in unterklassigen Rennserien, etwa im Alpencup, dem Skandinavien-Cup, im Balkan Cup oder in FIS-Rennen. Mehrfach konnte Rennen gewinnen oder sich weit vorn platzieren. Bei den Balkanmeisterschaften gewann er 2008 in Kruševo die Titel über 5 und 10 Kilometer. Bei den Nordischen Skiweltmeisterschaften 2019 in Seefeld in Tirol kam er auf den 124. Platz im Sprint.

## Biathlon
Seine ersten Biathlon-Rennen bestritt Milenković 2002 im Rahmen des Biathlon-Europacups. In Forni Avoltri trat der Serbe bei den Biathlon-Europameisterschaften 2003 an und belegte im Sprint den 62. Platz. Das erste Weltcuprennen bestritt er 2004 in Antholz. Beim Sprint wurde er 113. Kurz darauf lief er bei den Biathlon-Weltmeisterschaften 2004 in Oberhof. 107. wurde er im Einzel, 108. im Sprint. Weitere Biathlon-Weltmeisterschaften, 2005 in Hochfilzen, 2007 in Antholz und 2008 in Östersund folgten. Nur einmal, als 92. im Sprint von Antholz, konnte sich Milenković jenseits der 100er-Ränge platzieren. Besser lief es für den Serben bei den Olympischen Spielen 2006. Bei den Wettkämpfen in Cesana San Sicario lief er sowohl im Einzel wie auch im Sprint auf die Plätze 85. Ebenfalls 2006 erreichte er als 81. in einem Antholzer Sprint sein bestes Weltcup-Resultat. Nach 2003 nahm Milenković 2006 in Langdorf, 2007 in Bansko und 2008 in Nové Město na Moravě an weiteren kontinentalen Titelkämpfen teil. 2006 und 2008 erreichte er Platzierungen im 70er-Bereich, 2007 lief er im Einzel auf einen 56., im Sprint auf einen 57. Platz. Neben seiner aktiven Karriere wurde er Trainer und betreut derzeit das serbische Frauen-Nationalteam.

## Sommerbiathlon
2003 in Forni Avoltri und 2006 in Ufa nahm Milenković an Weltmeisterschaften im Sommerbiathlon teil. 2003 kam er im Sprint auf den 35. und in der Verfolgung auf den 36. Platz. 2006 kam er nur im Sprint der Crosslaufwettbewerbe ins Ziel und wurde dort 29.

## Biathlon-Weltcup-Platzierungen
Die Tabelle zeigt alle Platzierungen (je nach Austragungsjahr einschließlich Olympische Spiele und Weltmeisterschaften).
- 1.–3. Platz: Anzahl der Podiumsplatzierungen
- Top 10: Anzahl der Platzierungen unter den ersten zehn (einschließlich Podium)
- Punkteränge: Anzahl der Platzierungen innerhalb der Punkteränge (einschließlich Podium und Top 10)
- Starts: Anzahl gelaufener Rennen in der jeweiligen Disziplin

| Platzierung                    | Einzel | Sprint | Verfolgung | Massenstart | Staffel | Gesamt |
| ------------------------------ | ------ | ------ | ---------- | ----------- | ------- | ------ |
| 1. Platz                       |        |        |            |             |         |        |
| 2. Platz                       |        |        |            |             |         |        |
| 3. Platz                       |        |        |            |             |         |        |
| Top 10                         |        |        |            |             |         |        |
| Punkteränge                    |        |        |            |             | 5       | 5      |
| Starts                         | 9      | 24     |            |             | 5       | 38     |
| Stand: nach der Saison 2009/10 |        |        |            |             |         |        |